# Kotschkor (Fluss)
Der Kotschkor (kirgisisch Кочкор) ist der linke Quellfluss des Tschüi im Oblus Naryn im Norden von Kirgisistan (Zentralasien).
Der Kotschkor entsteht am Zusammenfluss von Karakol (auch „Östlicher Karakol“) und Seuok. Er verläuft südlich der Bergkette des Kirgisischen Gebirges in östlicher Richtung. Er durchfließt den Bezirk Kotschkor und trifft nach 45 km nahe dem gleichnamigen Dorf und Verwaltungszentrums Kotschkor auf den von Südosten heranströmenden Dschoon-Aryk. Beide Flüsse vereinigen sich zum Tschüi. Das Einzugsgebiet des Kotschkor umfasst 2590 km². Der mittlere Abfluss liegt bei 12,6 m³/s.